# Felimare juliae
Felimare juliae is een slakkensoort uit de familie van de Chromodorididae. De wetenschappelijke naam van de soort is voor het eerst geldig gepubliceerd in 2010 door DaCosta, Padula & Schrödl.